# Oswald Barroso
Raimundo Oswald Cavalcante Barroso (Fortaleza, 23 de dezembro de 1947 – Fortaleza, 22 de março de 2024) foi um poeta, jornalista, folclorista e teatrólogo brasileiro. Filho de Antônio Girão Barroso e Alba Cavalcante Barroso.

## Biografia
Filho do poeta, jornalista e professor Antônio Girão Barroso e de dona Alba Cavalcante Barroso, Oswald Barroso nasceu em Fortaleza, na Casa de Saúde São Raimundo, no dia 23 de dezembro de 1947. Graduou-se em Comunicação Social, além de Mestre e Doutor em Sociologia, pela Universidade Federal do Ceará, com Pós-Graduação em Gestão Cultural pela ANFIAC/Paris e Pós-doutorado em Teatro, na UniRio.
Foi diretor do Departamento de Ativação Cultural da Secult – CE (1986-1988), do Teatro José de Alencar (1989 – 1991), do Teatro da Boca Rica (1998 – 2004) e do Museu da Imagem e do Som – Ceará (1998 – 2002).
Publicou vinte e cinco livros, que incluem artigos, biografias, poesia, textos para teatro, reportagens, estudos e organização de antologia, textos e estudos sobre cultura popular. Em sua obra destacam-se as seguintes publicações: Almanaque Poético de uma Cidade do Interior (1982), Reis de Congo - Teatro Popular Tradicional (1997), Memória do Caminho (2006), Dormir Talvez Sonhar (2007) e Entre Ritos, Risos e Batalhas (2011). Além disso, escreveu vinte textos para teatro, dentre eles: A Irmandade da Santa Cruz do Deserto (1987), A Comédia do Boi (1995), Corpo Místico (1997), Auto do Caldeirão (2004) e A Farsa do Diabo que queria ser gente (2011).

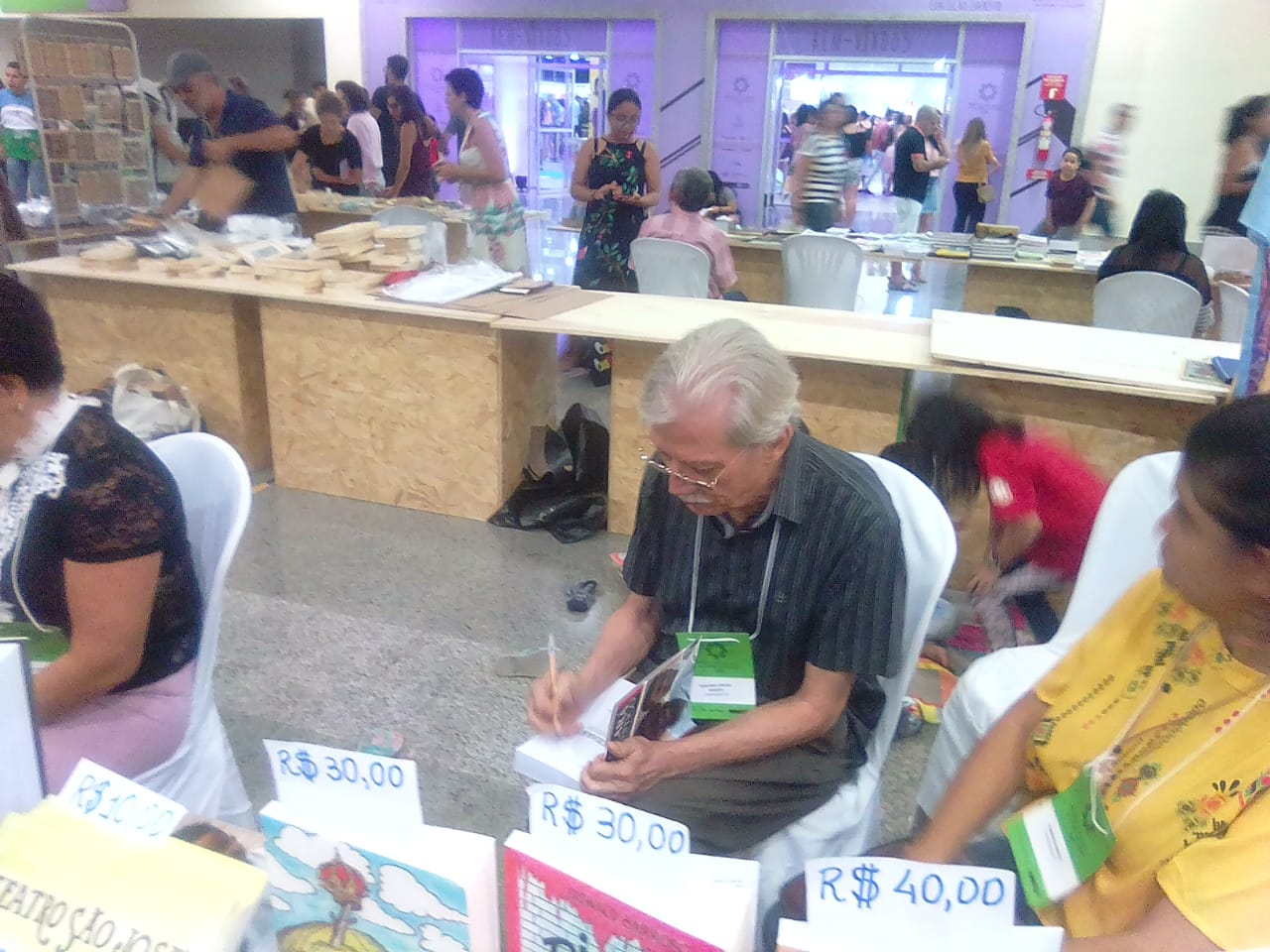
Oswald Barroso na Bienal

Recebeu, entre outros, o Prêmio Estado do Ceará (1985), o Prêmio Estímulos à Dramaturgia (1996) – FUNARTE, o título de Cidadão Honorário de Juazeiro do Norte e a Medalha Brasileira Folclorista Emérito (2008), concedido pela Comissão Nacional de Folclore. Trabalhou como coordenador ou membro pesquisador nos projetos Artesanato, Literatura de Cordel e Festas e Folguedos, do Centro de Referência Cultural da Secretaria de Cultura do Estado do Ceará; nos projetos das exposições Admiráveis Belezas do Ceará e Vaqueiros, do Memorial da Cultura Cearense – Centro Dragão do Mar de Arte e Cultura; nos projetos Comédia do Boi, Corpo Místico, Vaqueiros e Caldeirão, da Cia. Boca Rica de Teatro; nos projetos Artesanato e Caminho de São Francisco (Secult-Sebrae); nos projetos Memórias do Caminho e Mapeamento da Cultura Imaterial do Estado, da Secult-Ce, e no Projeto Inventário dos Dramas Populares do Litoral Leste do Ceará, do Iphan.
Morreu aos 76 anos, após sofrer uma parada cardíaca.

## Obras
- Mercado: Juazeiro do Norte-CE, Ed. Urubu, 1976. (livreto de Cordel)
- Urubu: Juazeiro do Norte-CE, Ed. Urubu, 1976. (livreto de Cordel)
- Poemas do Cárcere e da Liberdade; Fortaleza, edição do autor, 1979.
- Cultura Insubmissa - Estudos e Reportagens; em parceria com Rosemberg Cariry, Editora Nação Cariri/Secretaria de Cultura e Desporto do Estado, Fortaleza, 1982.
- Almanaque Poético de uma Cidade do Interior; Fortaleza, Editora Nação Cariri, 1982.
- Histórias Populares - teatro (O Reino da Luminura) e literatura de cordel; Fortaleza, Secretaria de Cultura e Desporto do Estado, 1984.
- Periferia - Poemas e Canções; Fortaleza, Secretaria de Cultura e Desporto do Estado, 1985.
- Teatro - duas peças de teatro e um libreto de ópera (A Irmandade da Santa Cruz do Deserto, O Pão, e Moacir das 7 Mortes), Fortaleza, Secretaria de Cultura e Desporto do Estado, 1986.
- Romeiros - Coletânea de textos sobre religiosidade popular; Fortaleza, Secretaria de Cultura e Desporto do Estado, 1989.
- Tristão Araripe (Alma Afoita da Revolução) - Perfil histórico; Fortaleza, Secretaria de Cultura e Desporto do Estado, 1993.
- Letras ao Sol - Antologia da literatura cearense: organização estudos, em parceria com Alexandre Barbalho, Fortaleza, Fundação Demócrito Rocha, 1996.
- Reis de Congo - Teatro Popular Tradicional; Fortaleza, Minc/Flacso/MIS, 1997.
- Corpo Místico & outros textos para teatro, contendo as peças: Corpo Místico, Além do Vasto Oceano, Alma Afoita, Raimundo & Raimunda e Filho do Herói. Fortaleza, Casa José de Alencar/UFC, Coleção Alagadiço Novo, 1997.
- Letras ao Sol – Antologia da Literatura Cearense; 2ª edição: organização e estudos, em parceria com Alexandre Barbalho, Fortaleza, Fundação Demócrito Rocha, 1998.
- Theatro José de Alencar: O Teatro e a Cidade, Fortaleza, Terra da Luz Editorial, 2002.
- A Arte e a Cultura na Reforma Agrária, Fortaleza, INCRA, 2004.
- Memória do Caminho. Fortaleza, Terra da Luz Editorial, 2006.
- Tristão Araripe: Alma Afoita da Revolução. Fortaleza, Museu do Ceará, 2006.
- Dormir Talvez Sonhar. Fortaleza, Fortgraf, 2007.
- Mãos Preciosas: O Artesanato Cearense (textos). São Paulo, Luste Editora, 2008.
- O Vasto Mundo dos Assentados: Fortaleza, Caldeirão das Artes, 2010.
- Entre Ritos, Risos e Batalhas. Fortaleza: Secult – CE, 2011.
- Antropologia da Arte. Fortaleza: sistema UAB/UECE, 2011.
- Teatro como Encantamento: Bois e Reisados de Caretas: Fortaleza, Armazém da Cultura, 2013.
- Um Certo Contato com a Lua: Vida e Obra de Antônio Girão Barroso: Organizador; Fortaleza, Armazém da Cultura 2014.

## Ligações Externas
- Página oficial